# بلیر (نبراسکا)
بلیر(به انگلیسی: Blair) شهری در ایالت نبراسکا کشور ایالات متحده آمریکا است که جمعیت آن در سرشماری سال ۲۰۱۰ میلادی، ۷٬۹۹۰ نفر بوده‌است.